# R de la Corona Austral
R de la Corona Austral (R Coronae Australis) és un estel variable de magnitud aparent +9,7 a la constel·lació de la Corona Austral. Està situada al nord de la constel·lació, al nord-oest de Rukbat (α Sagittarii) i al sud-est de Kaus Australis (ε Sagittarii).
R de la Corona Austral es troba en el complex molecular de Corona Australis, una de les regions de formació estel·lar més propera al Sistema solar visiblement aïllada del plànol galàctic. L'estel, enfosquit per pols interestel·lar, està a uns 500 anys llum de distància de la Terra. Està catalogat com un estel Herbig Ae/Be, tipus d'estels embrionaris de major massa que les estrelles T Tauri, i està contraient-se per entrar en la seqüència principal. El seu tipus espectral és B8II i la seva massa s'estima entre 2 i 10 masses solars. Encara que la seva lluminositat és 40 vegades la del Sol, la seva lluentor està enfosquida per un enorme núvol de gas i pols que l'envolta.
R Coronae Australis és una estrella variable irregular amb esclats més freqüents durant les èpoques de major lluentor mitjana, però també té una variació periòdica de llarga durada —d'uns 1.500 dies i 0,5 magnituds— que pot estar relacionada amb canvis en el seu embolcall circumestel·lar.